# Myriam Bronzwaar
Myriam Bronzwaar (Hasselt, 28 september 1965) is een Vlaamse actrice.
Bronzwaar studeerde aan Studio Herman Teirlinck in Antwerpen. Na haar studies richtte ze samen met klasgenote Ingeborg Sergeant de cabaretgroep Zwiep en Brons op. Hiermee won ze in 1988 de juryprijs op het Leids cabaretfestival.
Myriam Bronzwaar is voor het bredere publiek bekend van haar rollen in Big & Betsy, Droge voeding, kassa 4 en Spoed en haar hoofdrol als Julia Van Capelle in Thuis.

## Filmografie
- Oei, Jacques (1989) - verschillende rollen
- Daens (1992) - als moeder Nini
- Ze kijkt, ze kijkt niet (1995)
- Wittekerke (1996) - als Wanna
- Familie (1998-2000) - als Tessa Wieringa
- Spoed (2000)
- Wittekerke (2000-2001) - als Elvira
- Big & Betsy (2000-2003) - als Theresa Pruim
- Droge voeding, kassa 4 (2001-2003) - als Lena Schoofs
- Verschoten & Zoon (2004) - als schepen Keteleers
- The Incredibles (2004) - als Overige stemmen
- Spoed (2006-2007) - als Frie Van Assche
- Harry Potter en de Orde van de Feniks (2007) - als Bellatrix van Detta (Vlaamse stem)
- Thuis (2007, 2007-2014, 2014-2016, 2017, 2018)  - als Julia Van Capelle
- F.C. De Kampioenen (2008) - als Gigi
- Harry Potter en de Halfbloed Prins (2009) - als Bellatrix van Detta (Vlaamse stem)
- Harry Potter en de Relieken van de Dood deel 1 (2010) - als Bellatrix van Detta (Vlaamse stem)
- Alice in Wonderland (2010) - als The Red Queen (Vlaamse stem)
- Harry Potter en de Relieken van de Dood deel 2 (2011) - als Bellatrix van Detta (Vlaamse stem)
- Cinderella (2015) - als Goede Fee (Vlaamse stem)
- Familie (2020) - als Florianne Cremer

## Nasynchronisatie
Myriam Bronzwaar heeft een aantal Engelstalige films nagesynchroniseerd in de Vlaamse versie. Meer bepaald de stem van de actrice Helena Bonham Carter in de Harry Potter-filmserie (de laatste vier films), Alice in Wonderland (2010) en Cinderella (2015).

## Privé
Bronzwaar is nooit getrouwd geweest, heeft geen kinderen en had van 2007 tot 2015 een vriend genaamd Alex.

## Voetnoten
1. ↑  Leids Cabaret Festival